# Ministro Andreazza
Ministro Andreazza est une municipalité brésilienne située dans l'État du Rondônia.